# Vermillion County
Vermillion County är ett administrativt område i delstaten Indiana, USA, med 16 212 invånare (2010). Den administrativa huvudorten (county seat) är Newport. 

## Geografi
Enligt United States Census Bureau så har countyt en total area på 673 km². 665 km² av den arean är land och 8 km² är vatten. 

### Angränsande countyn
- Warren County - norr
- Fountain County - nordost
- Parke County - öst
- Vigo County - söder
- Edgar County, Illinois - sydväst
- Vermilion County, Illinois - nordväst